# ميودراغ بافلوفيتش
ميودراغ بافلوفيتش (بالصربية: Миодраг Павловић / Miodrag Pavlović) كاتب وشاعر وكاتب مسرحي صربي، عضو في الأكاديمية الصربية للعلوم والفنون وفي الأكاديمية الأوروبية للشعر. حائز على عدد من الجوائز الأدبية منها الإكليل الذهبي (1970) وجائزة فيلينيتسا (في سنة 2006).

## روابط خارجية
- ميودراغ بافلوفيتش على موقع IMDb (الإنجليزية)